# Cyathea taunaysiana
Cyathea taunaysiana là một loài dương xỉ trong họ Cyatheaceae. Loài này được Glaz. & F mô tả khoa học đầu tiên năm 1869.
Danh pháp khoa học của loài này chưa được làm sáng tỏ. 